# GeForce 4
GeForce 4 — четвёртое поколение графических ускорителей компании NVIDIA, выпускавшихся под маркой GeForce. Серия GeForce 4 была запущена в производство в начале 2002 года. Под этим названием выпускались два разных семейства графических карт: высокопроизводительные Ti (Titanium) и бюджетные MX. На базе GeForce 4 также выпускались GeForce 4 Go для рынка мобильной графики и серия профессиональных графических карт Quadro4 XGL.

## GeForce4 Ti

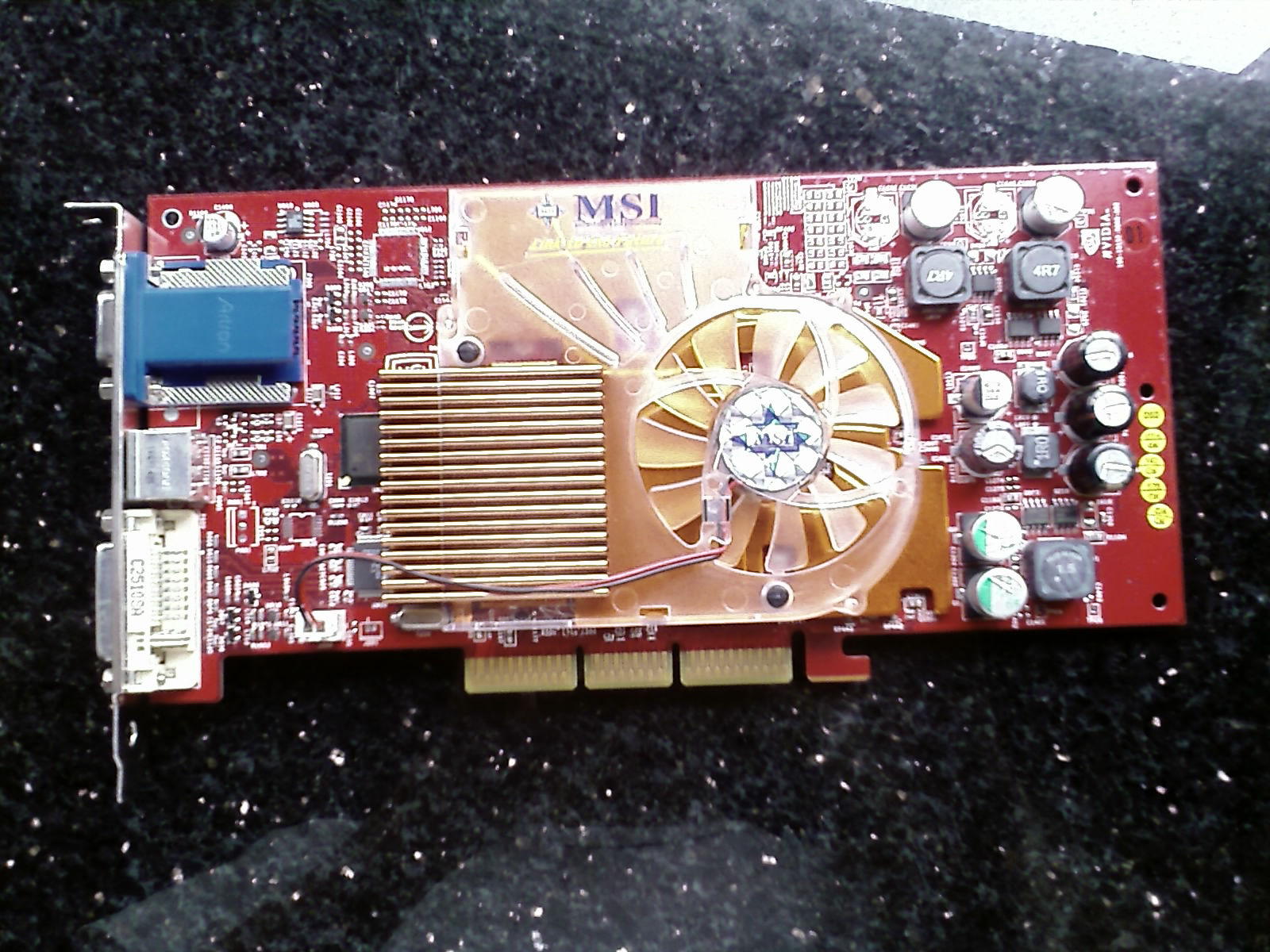
MSI GeForce4 Ti 4800.

Модельный ряд Titanium, базируясь на ядре NV25, продолжал развитие архитектуры GeForce 3 с пиксельными шейдерами и был представлен моделями Ti 4200, Ti 4400 и Ti 4600, различавшимися между собой частотами графического процессора и видеопамяти (см. сравнение графических процессоров NVIDIA). Графический процессор состоит из 63 млн транзисторов и производился по нормам 150 нм, как и GeForce 4 MX.
GeForce 4 Ti использует 128-битный 4-канальный контроллер памяти с LightSpeed Memory Architecture II, имеет 4 блока рендеринга, 8 текстурных блоков, 2 блока T&L, подсистему сглаживания Accuview и шейдерный движок nFiniteFX II, который обеспечивал полную поддержку DirectX 8.1 и OpenGL 1.3. Стандартный объём видеопамяти составлял 128 МБ, однако младшая модель Ti 4200 также предлагалась в вариантах с 64 МБ видеопамяти.
В отличие от моделей MX, видеокарты 4 Ti не имели обновленного блока VPE для декодирования MPEG-2, а вместо него имелся устаревший HDVP (High Definition Video Processor). Отсутствие декодера VPE объясняется возможностью использования этих видеокарт в мощных системах, где центральный процессор может компенсировать отсутствие полного аппаратного декодирования MPEG-2.
Впоследствии чип NV25 был заменён на NV28, который получил поддержку интерфейса AGP 3.0, в связи с чем произошло обновление линейки видеокарт: Ti 4200 -> Ti 4200-8X, Ti 4400 -> Ti 4800 SE, Ti 4600 -> Ti 4800. Тактовые частоты при этом не изменились.

## GeForce4 MX

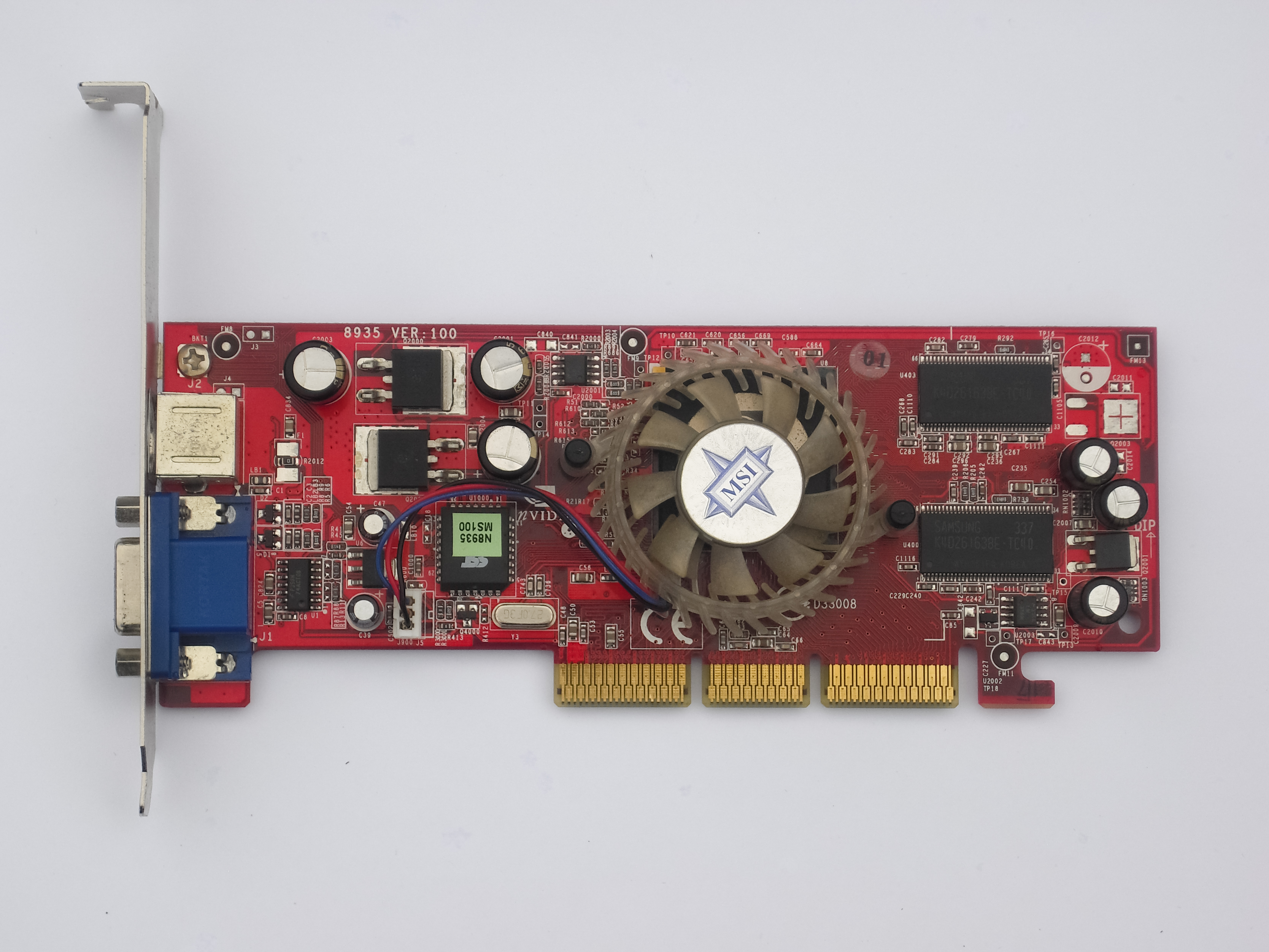
Видеокарта GeForce4 MX440 производства компании MSI.

Бюджетные GeForce 4 MX наследовали архитектуру GeForce2, отличаясь повышенным быстродействием. Бюджетный ряд базировался на чипе NV17, который производился по нормам 150 нм и состоит из 27 млн транзисторов. Графический процессор имел 2 блока рендеринга, 4 текстурных блока, 1 блок T&L, 128-битный 2-канальный контроллер памяти с LightSpeed Memory Architecture II и был лишён поддержки пиксельных шейдеров, так как её реализация, по словам NVIDIA, обошлась бы слишком дорого. Кроме этого, чип имел подсистему сглаживания Accuview, блок VPE (Video Processing Engine) для декодирования MPEG-2 и полноценную поддержку двух мониторов с выходом для телевизора. Стандартный объём видеопамяти составлял 64 МБ.
NV17 не имел шейдерного движка nFiniteFX и поэтому не мог полностью поддерживать новый DirectX 8.1. Вместо этого был использован движок NSR (nVidia Shading Rasterizer) для поддержки уже устаревшего DirectX 7.1. Обеспечивалась поддержка OpenGL 1.2.
Для доступа к системной памяти использовалась шина AGP 4X. С появлением новой 8-скоростной версии AGP, ядро NV17 было заменено на NV18, что обеспечило поддержку шины AGP 8X. Это являлось единственным отличием, а все модели на новом ядре имели в своем обозначении суффикс 8X. Позднее появился ещё один вариант на базе NV19, который имел поддержку шины PCI-Express 1.0.
Модельный ряд графических карт серии MX включал несколько модификаций (см. сравнение графических процессоров NVIDIA): GeForce 4 MX 460, GeForce 4 MX 440, GeForce 4 MX 440SE, GeForce 4 MX 420. Позже появилась модель PCX 4300 с поддержкой PCI Express, а обновлённый вариант GeForce 4 MX на базе NV18b получил коммерческое название GeForce 4 MX 4000 и выпускался дольше всех из серии GeForce 4.
Графическое ядро GeForce 4 MX также использовалось в наборах системной логики nForce2 под обозначением CR18.